# Enoch Lincoln
Enoch Lincoln, född 28 december 1788 i Worcester, Massachusetts, död 8 oktober 1829 i Augusta, Maine, var en amerikansk politiker (demokrat-republikan). Han var ledamot av USA:s representanthus 1818–1826 och Maines guvernör från 1827 fram till sin död. Han var son till Levi Lincoln och bror till Levi Lincoln, Jr.
Lincoln studerade vid Harvard University utan att utexamineras, studerade därefter juridik och inledde 1811 sin karriär som advokat. År 1818 fyllnadsvaldes han till representanthuset efter Albion K. Parris avgång. Han representerade först Massachusetts och sedan Maine i representanthuset fram till sin avgång som kongressledamot år 1826.
Lincoln efterträdde 1827 Albion K. Parris som guvernör och avled 1829 i ämbetet. Han gravsattes på State of Maine Burial Ground i Augusta. Orten Lincoln i Maine har fått sitt namn efter Enoch Lincoln.